# منتخب اليابان لكرة اليد
منتخب اليابان لكرة اليد هو الممثل الرسمي لدولة اليابان في لعبة كرة اليد.

## سجل النتائج في بطولة العالم
| - ألمانيا 1938 : - السويد 1954 : - ألمانيا الشرقية 1958 : - ألمانيا الغربية 1961 :12 - تشيكوسلوفاكيا 1964 :16 - السويد 1967 : 11 - فرنسا 1970 :10 - ألمانيا الشرقية 1974 :12 - الدنمارك 1978 :12 - ألمانيا الغربية 1982 :14 | - سويسرا 1986 : - تشيكوسلوفاكيا 1990 :15 - السويد 1993 : - أيسلندا 1995 :23 - اليابان 1997 : 15 - مصر 1999 : - فرنسا 2001 : - البرتغال 2003 : - تونس 2005 : 16 - ألمانيا 2007 : |

## روابط إضافية
- The national handball team